# Clifford E. Randall
Clifford Ellsworth Randall (Troy, 25 de diciembre de 1876 - Kenosha, 16 de octubre de 1934) fue un político, abogado y juez estadounidense. Sirvió en la Cámara de Representantes de los Estados Unidos.

## Biografía
Nacido en Troy, Wisconsin Randall asistió a las escuelas públicas. Se graduó de la escuela secundaria pública de East Troy en 1894 y de la Escuela Normal de Whitewater en 1901. Enseñó en escuelas de Lake Beulah, Troy Center y Rochester. Se graduó en el departamento de derecho de la Universidad de Wisconsin-Madison en 1906. Fue admitido en el colegio de abogados el mismo año y comenzó a ejercer la abogacía en Kenosha, Wisconsin siendo después juez del tribunal municipal de 1909 a 1917.
Randall fue elegido republicano en el sexagésimo sexto Congreso (4 de marzo de 1919 – 3 de marzo de 1921) en representación del 1.º distrito congresional de Wisconsin. Fue un candidato fracasado a la nueva designación en 1920. Reanudó la práctica de la abogacía en Kenosha.
Randall fue elegido abogado de la ciudad en 1921 y sirvió hasta 1930, continuó la práctica de la abogacía en Kenosha, hasta su muerte allí de un ataque al corazón el 16 de octubre de 1934. Fue enterrado en el cementerio Green Ridge.